# 陈中民
陈中民（1918年—1987年），男，山东济南人，中华人民共和国军事人物，中国人民解放军少将，曾任中国人民解放军军政大学副校长，第五届全国政协委员。